# 莫吉爾諾

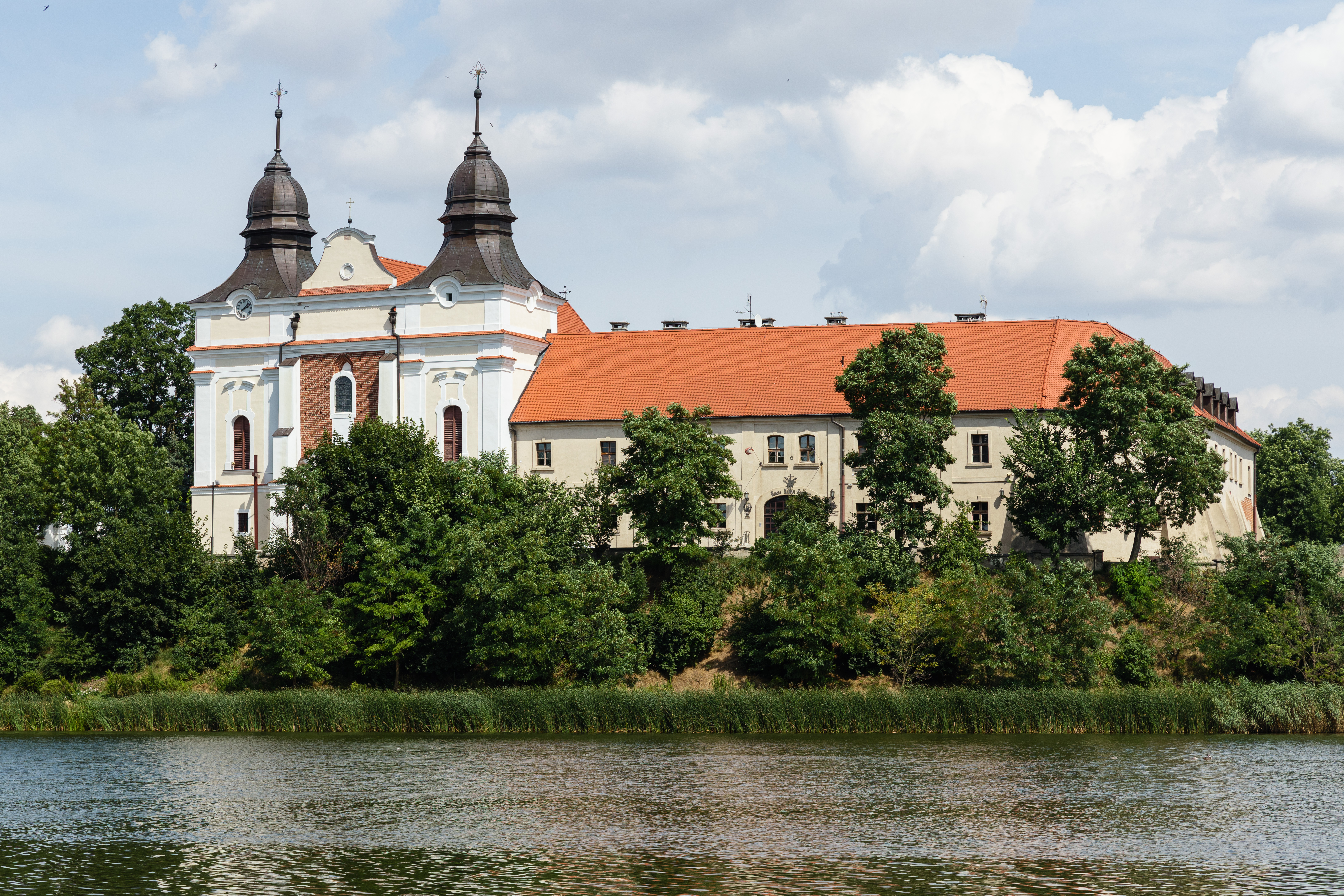

莫吉爾諾是波蘭的城鎮，位於該國中部，由庫亞維-波美拉尼亞省負責管轄，面積8.32平方公里，2006年人口12,359。在第一次瓜分波蘭中，該鎮在1772被納入普魯士王國管治範圍。

## 外部連結
- Visit Mogilno （页面存档备份，存于）
- Official town web page (in Polish) （页面存档备份，存于）
- Portal CMG24.pl - Mogilno, Dąbrowa, Strzelno i Jeziora Wielkie (in Polish) （页面存档备份，存于）
- Cloister Mogilno （页面存档备份，存于）

52°39′N 17°57′E / 52.650°N 17.950°E